# Amstel Tower
De Amstel Tower is een wolkenkrabber in Amsterdam-Oost. Het gebouw bestaat uit een 103 meter hoge woontoren met 192 huurappartementen en een lager blok van zes verdiepingen waar Meininger Hotels gevestigd is. Het complex is een onderdeel van stedenbouwkundige vernieuwing en verdichting aan de voorzijde (oostzijde) van het naastgelegen Amstelstation die rond 2016 van start ging. Gelijktijdig met de bouw van de toren is een openbare parkeergarage met 171 parkeerplaatsen met daarboven een busplatform gebouwd. Tussen het busplatform en de daaraangelegen Julianaplein bevinden zich enkele nieuwgebouwde horeca-units. De toren is ontworpen door Powerhouse Company architecten in opdracht van ontwikkelaar Provast. Inmiddels is het hotel verkocht aan Bouwinvest en de woningen aan Vesteda.
De toren is met de bewoners- en parkeergarage-ingang gelegen aan de Overzichtsweg en heeft de hotelingang aan het Julianaplein. Van een afstand gezien past de toren in de skyline van het hoogbouwcluster op de Omval aan de andere kant van het spoor.
In de bewonersentree van het gebouw bevindt zich een op Peter Alma’s muurschilderingen in het Amstelstation gebaseerd kunstwerk van 9,5 meter lang en 3,5 meter hoog genaamd 'The Golden Age', ontworpen door Canadees kunstenaar Ian Kirkpatrick.

## Galerij

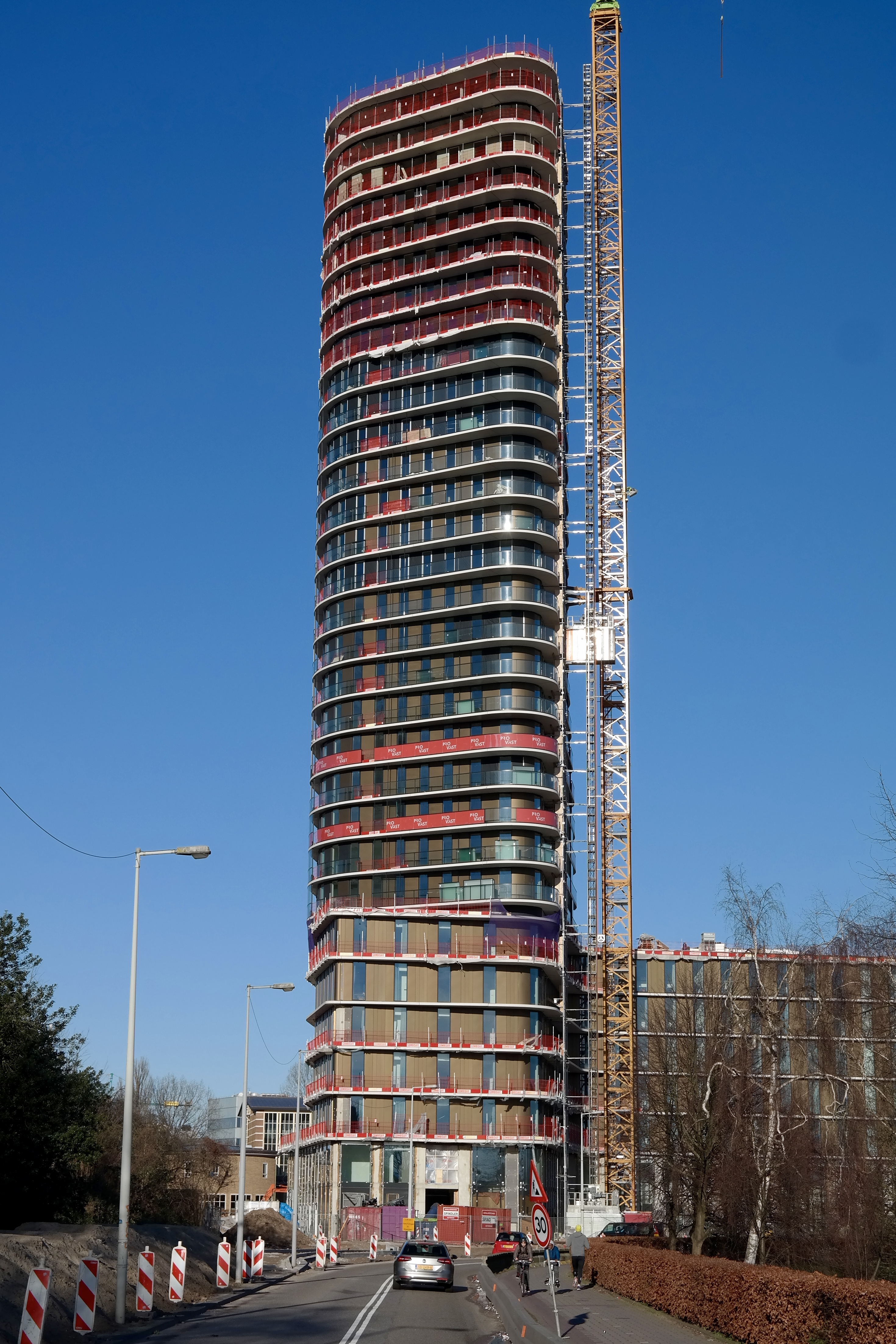
Amstel Tower in aanbouw in januari 2018
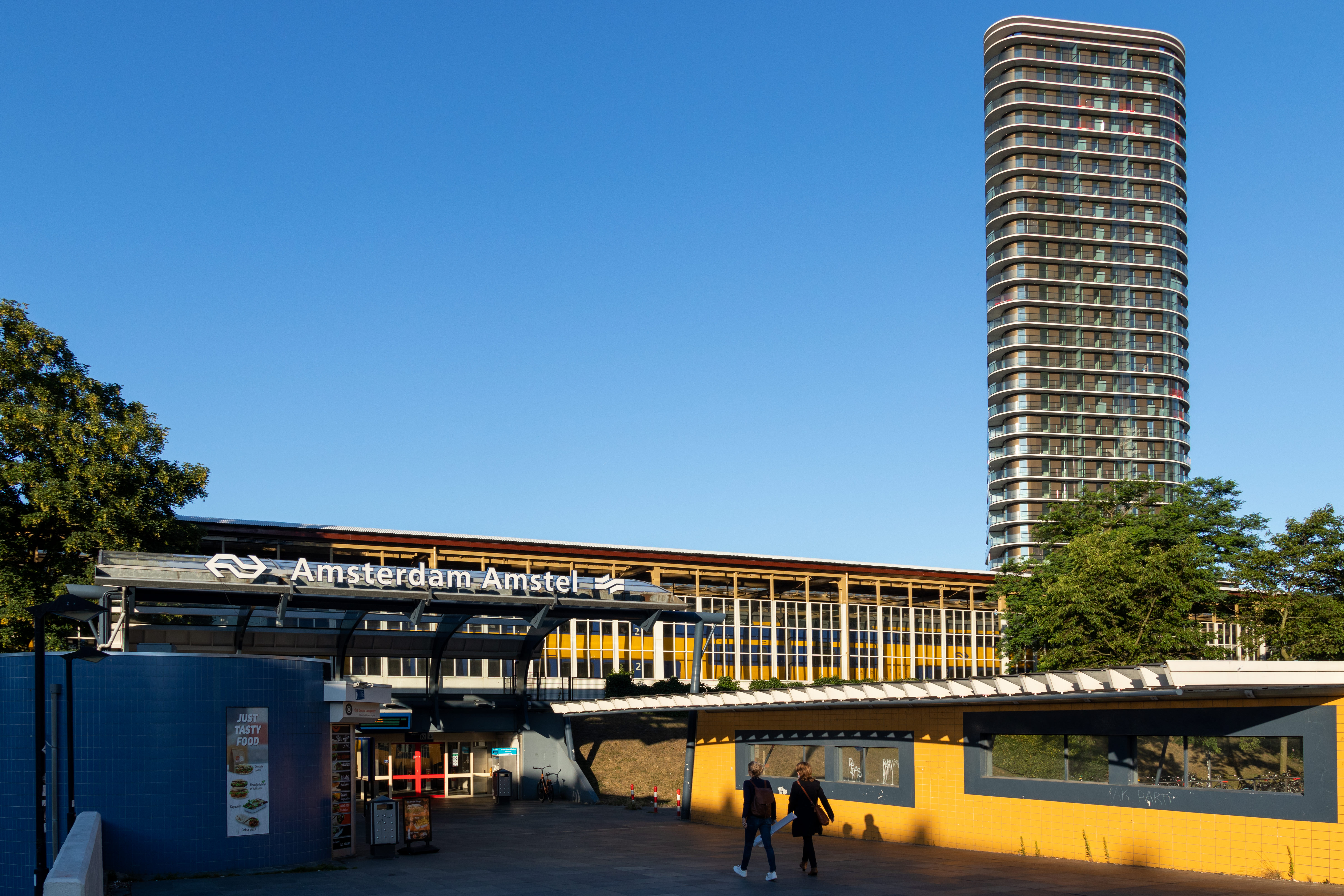
Amstel Tower gezien vanaf westelijke toegang Amstelstation
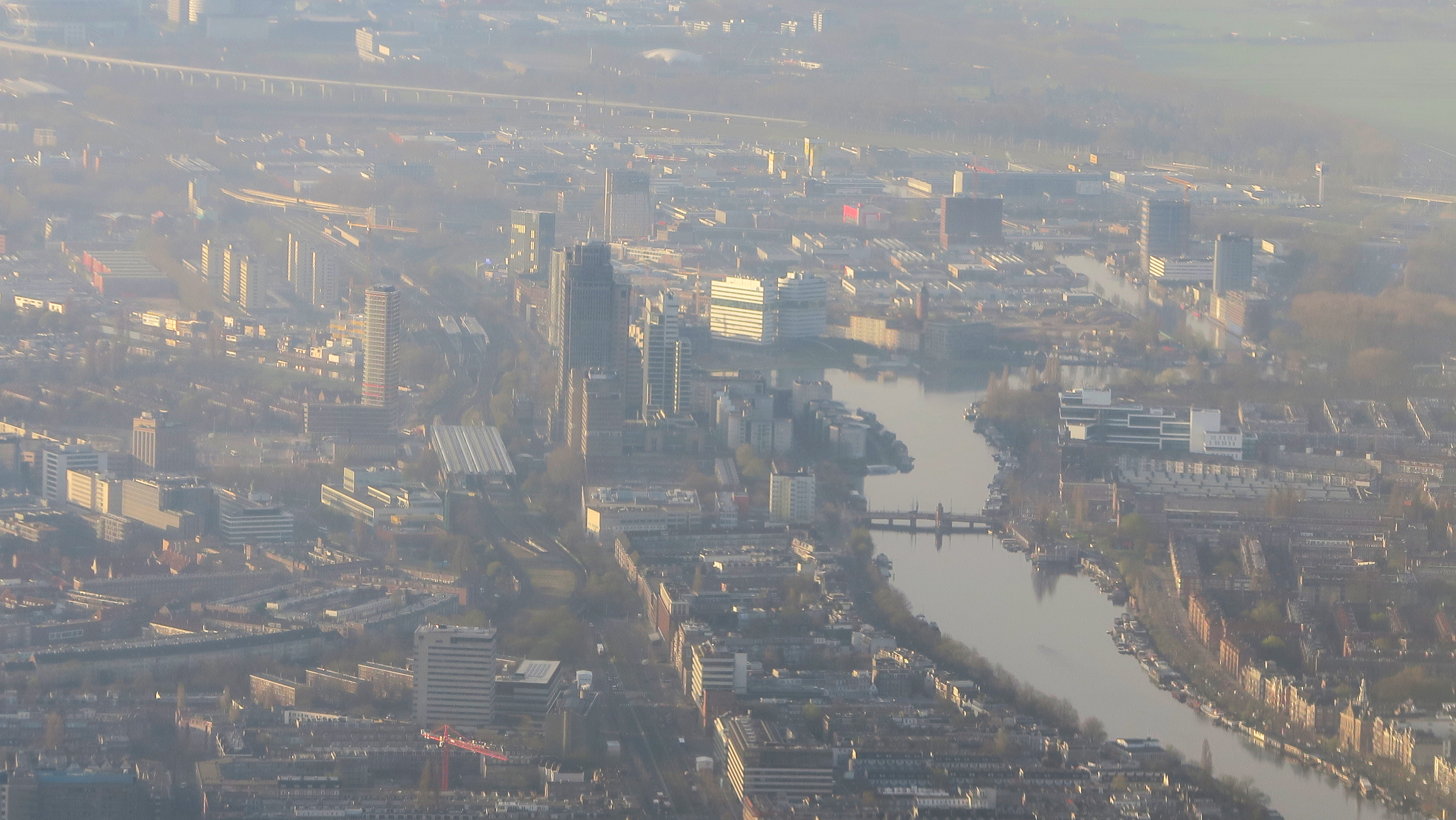
Amstel Tower als onderdeel van het Omval-hoogbouwcluster
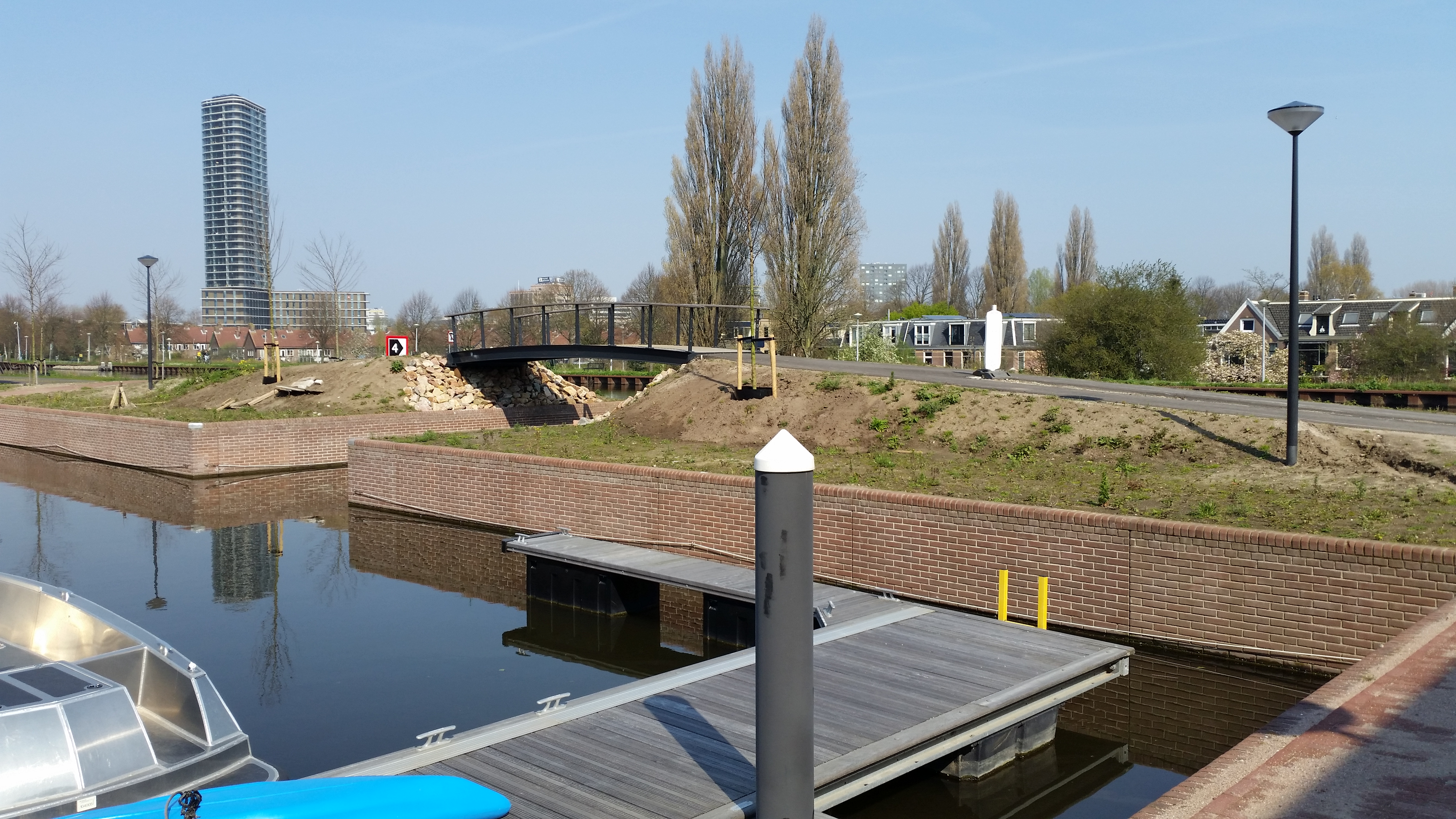
Gezien vanaf de Weespertrekvaart